# Wackeldackel

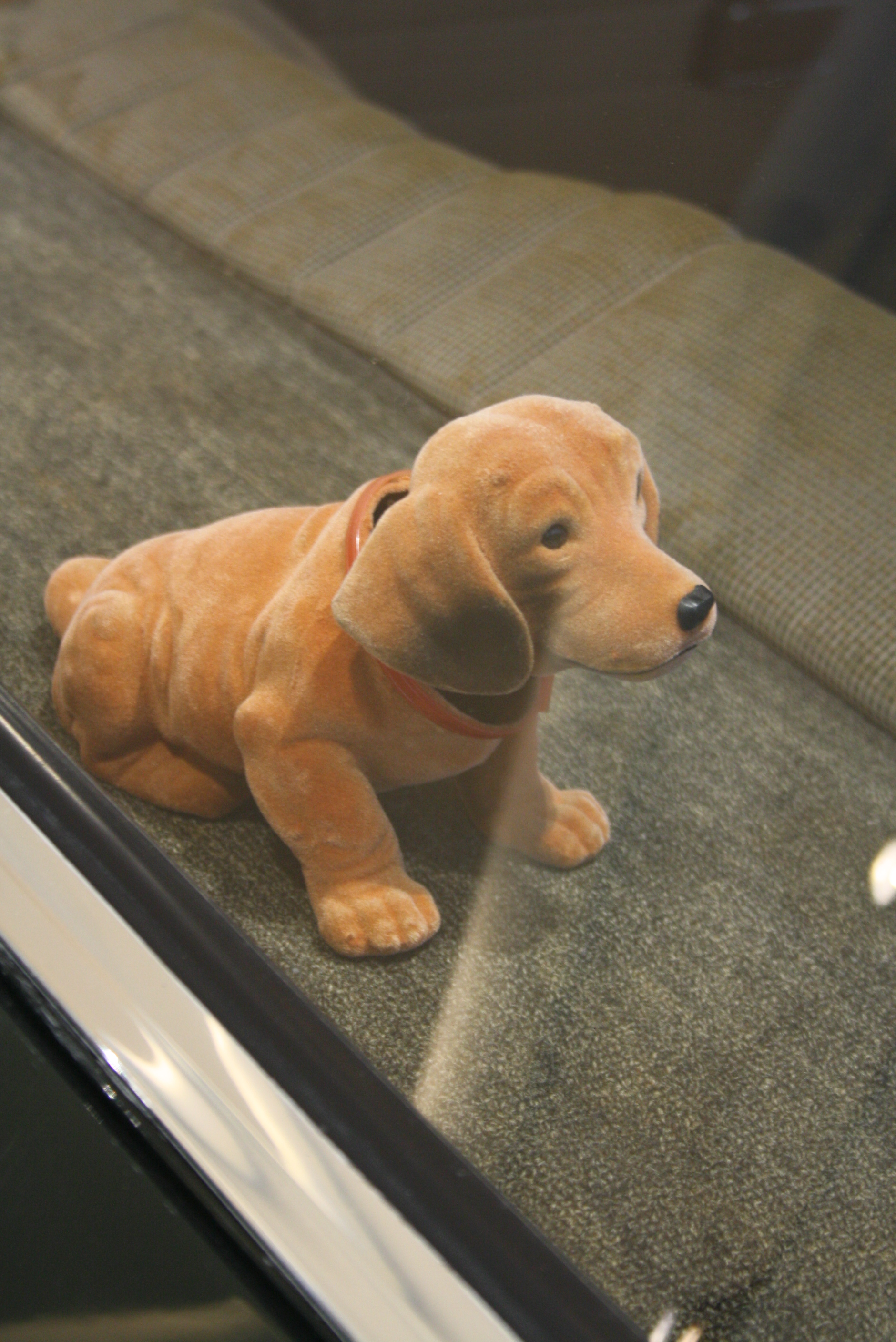
Wackeldackel auf einer Hutablage im Erwin-Hymer-Museum

Ein Wackeldackel ist die Nachbildung eines Dackels aus Kunststoff, dessen Kopf in einem Halsbandring pendelnd aufgehängt ist, so dass ungleichförmiges Bewegen der Figur zum Wackeln des Kopfes führt. Typischerweise stehen Wackeldackel auf der Hutablage oder dem Armaturenbrett eines PKW, sodass die Beschleunigungskräfte des Fahrens zum Nicken, Wenden und Drehen des Kopfes führen, soweit es das Bewegungsspiel der Montage zulässt.
Verallgemeinert spricht man von einem Wackelkopfhund, noch allgemeiner von einer Wackelkopffigur oder Wackelfigur. Mitunter findet man auch Modelle anderer Hunderassen, die nach dem Prinzip des Wackeldackels funktionieren.

## Geschichte
Den Wackeldackel gibt es seit 1965. In den 1970er-Jahren ein Accessoire fürs Auto, feierte der Wackeldackel Ende der 1990er-Jahre, hervorgerufen durch einen Aral-Werbespot, ein Comeback. Nach Angaben des Produzenten Rakso Oskar Schneider GmbH & Co. KG aus Neustadt bei Coburg wurden 1999 in acht Monaten über 100.000 Exemplare verkauft. Im Sortiment befinden sich außer dem Dackel in seinen verschiedenen Varietäten (z. B. Kurzhaar-, Rauhaardackel) auch Wackeltiere in unterschiedlichen Größen anderer Hunderassen (z. B. Dalmatiner, Terrier), Katzen und anderen Tiere (z. B. Tiger, Panda). Neben der beflockten Standardausgabe sind auch lackierte Wackeltiere in mehreren Farben (z. B. lila) erhältlich. Der Wackeldackel wird in Handarbeit gefertigt und trägt das Siegel „Made in Germany“.

## Wackel-Elvis

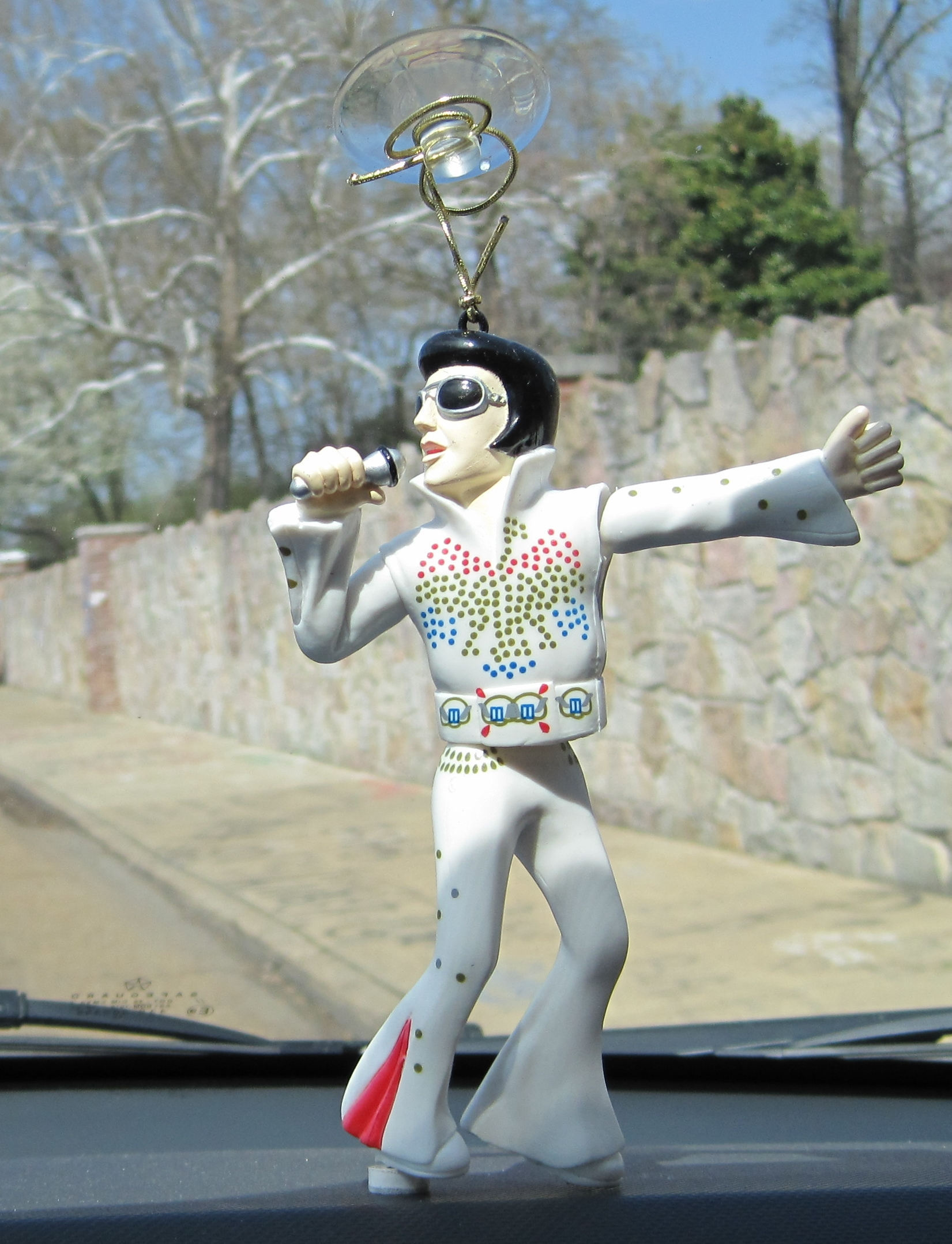
Wackel-Elvis mit der Mauer von Graceland in Memphis im Hintergrund

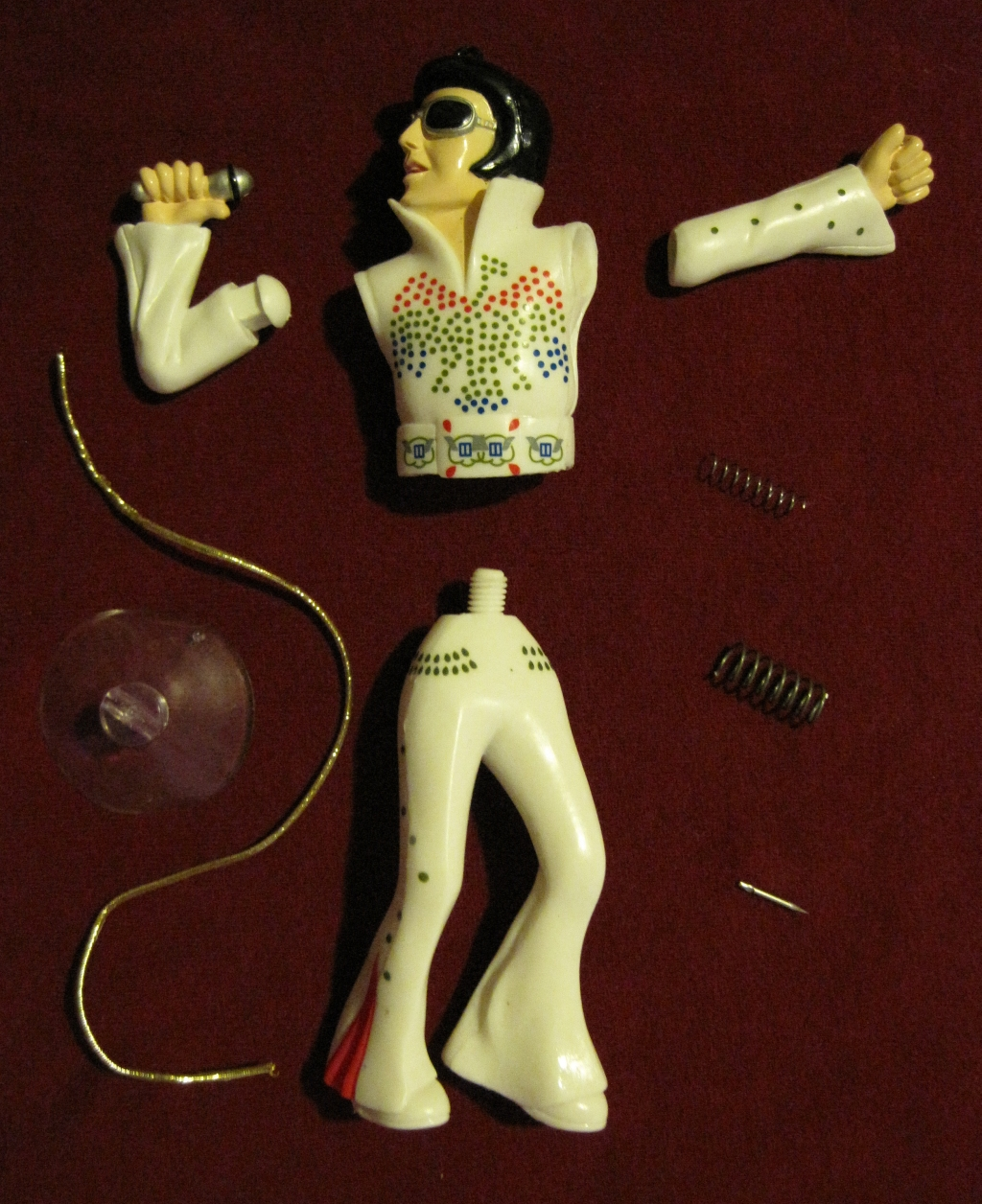
Teile des Wackel-Elvis

Ähnlich wie der Wackeldackel ist auch der Wackel-Elvis ein Ziergegenstand für die Hutablage oder das Armaturenbrett eines Autos. Der Wackel-Elvis ist eine ca. 15 cm hohe Elvis-Presley-Puppe, die meist mit einem Saugnapf an Windschutz- oder Heckscheibe mit Schnur am Kopf aufgehängt ist und mit ein oder zwei Fußballen (im Werbespot) oder einer aus der rechten Fußsohle 5 mm weit herausragenden Nadelspitze (nicht in allen Versionen) die Hutablage oder das Armaturenbrett von oben berührt. 
Horizontale Beschleunigungen lassen die Figur in der gelenkig ausgeführten Hüfte knicken und als ganze um die Hochachse schlenkern. Zusätzlich ist der linke Arm ausgestreckt und kann sich etwas nach oben und unten verschwenken, während der rechte angewinkelt ein Mikrophon hält. Hüft- und Schultergelenk werden durch Schraubenfedern gebildet, in die als Schraubgewinde ausgeführte Kunststoffbolzen der Körperteile eingeschraubt werden. Diese wirken gekoppelt als Federpendel mit charakteristischen Schwingungsfrequenzen.
Entwickelt wurde der Wackel-Elvis 2001 als goldfarbener Prototyp für einen Audi-Werbespot (leicht abgewandelt in mehreren Sprachversionen), bei dem Karina Krawczyk eine Fahrerin spielt und einen Elvis-Imitator samt seiner Wackel-Elvis-Figur nach einer Autopanne mitnimmt, der die Figur sogleich im Auto anbringt. Witz des Spots ist, dass es wegen des stufenlosen Getriebes in dem Fahrzeug kein „Wackeln“ durch Schaltvorgänge gab – und die Figur somit trotz ihrer Sensibilität für Rucke überhaupt nicht dreht, sondern nur kleine Wippbewegungen in der Hüfte macht und eher die Armbewegung eines Autostoppers. Nach Kundenanfragen auf den Spot hin wurde der Wackel-Elvis in wachsenden Auflagen insgesamt 550.000-mal produziert.

## Sonstiges
- Der Internetsuchdienst Google feierte am 30. September 2020 das 55-jährige Jubiläum des Wackeldackels mit einem interaktiven Doodle[5]. Zu sehen ist der typische Dackel auf einer Hutablage während einer Autobahnfahrt durch die sonnige bayerischen Alpenlandschaft. Im Hintergrund ist Schloss Neuschwanstein zu sehen, während am Himmel ein Heißluftballon in den Farben Schwarz-Rot-Gold vorüberzieht. Untypischerweise lässt der Dackel gelegentlich die Zunge heraushängen und zeigt unterschiedliche Gesichtsmimiken von bekümmert über freundlich bis lachend. Beim Mausklick auf dem Wackeldackelkopf schließt dieser genießerisch die Augen und es steigen kleine Herzchen nach oben.[6][7]
- Ein Wackelhund flog im Juni/Juli 2016 ab Neuseeland als Maskottchen mit dem deutschen Spektrometer FIFI-LS in der fliegenden Sternwarte SOFIA mit.[8]